# 冲沟

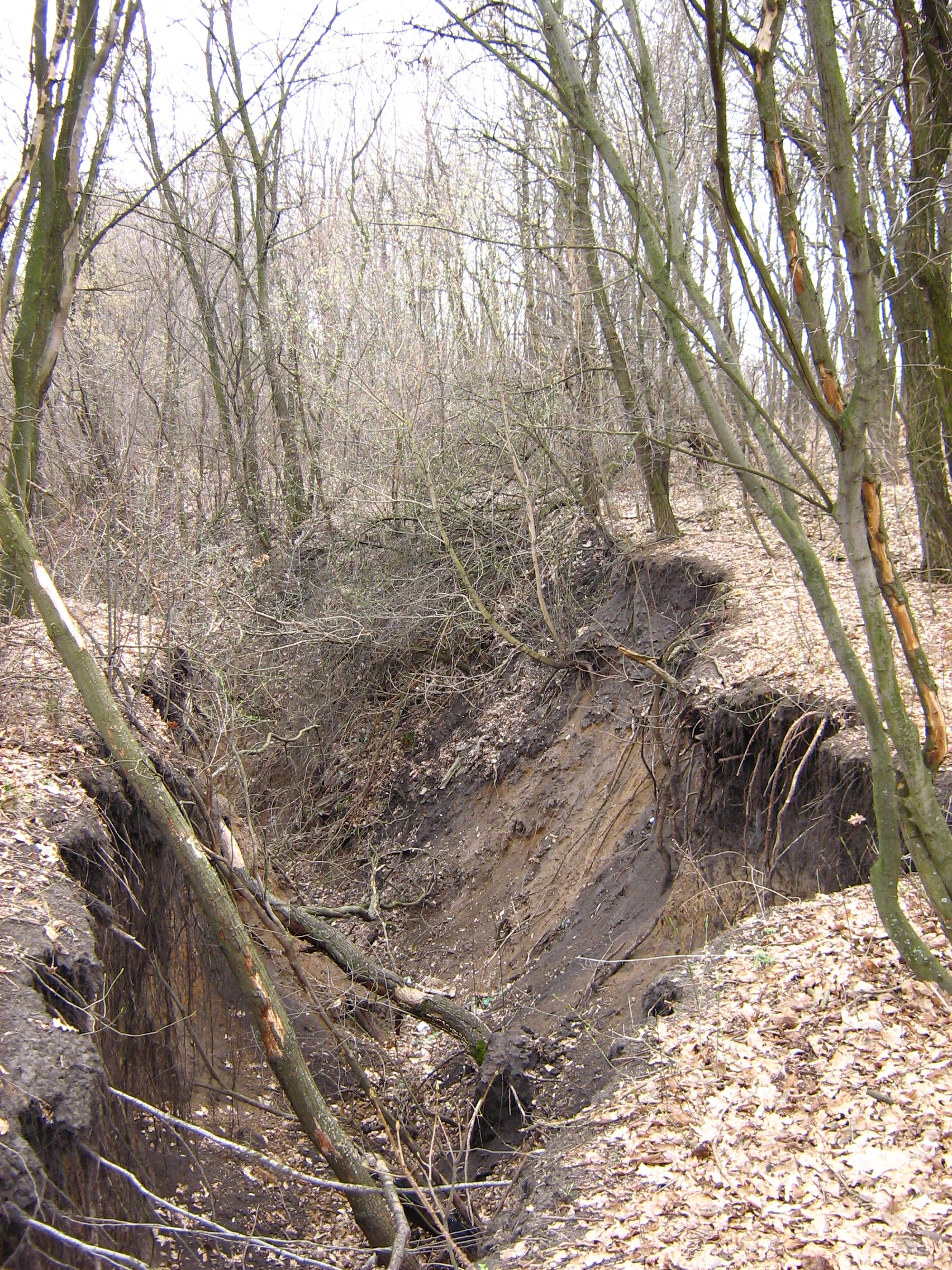
乌克兰哈爾科夫州的冲沟

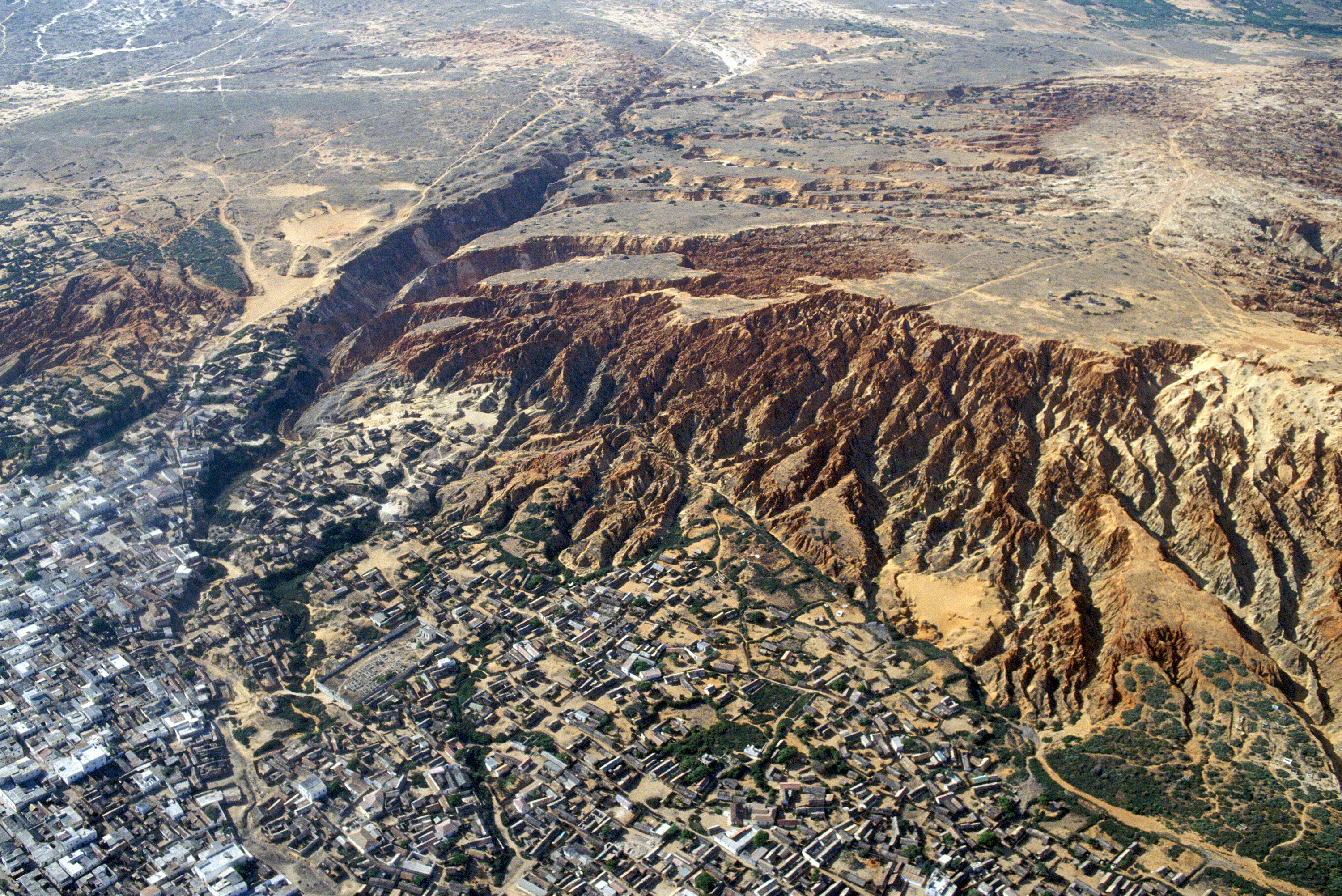
索马里的冲沟地形

冲沟，或称蚀沟，为流水在侵蚀作用下在土壤中形成的地形，一般会在丘陵的山坡上形成。冲沟很像一个缩小版的山谷，但是通常深度、宽度不过十米上下。冲沟形成时，若體積流率足够大，水流便会深深地切入土壤之中。